# Francisco José (cantor)

Disco editado pela Philips, 1964

Francisco José Galopim de Carvalho (Évora, 16 de agosto de 1924 - Lisboa, 31 de julho de 1988), mais conhecido como Francisco José, foi um cantor português.

## Biografia
Iniciou sua carreira no Liceu de Évora no qual estudava quando se apresentou no Teatro Garcia de Resende e se profissionalizou aos 24 anos de idade, sendo obrigado a interromper o curso de engenharia quando estava no terceiro ano.
Quando começou a cantar, já finalista do curso, foi inscrito num programa da rádio que existia na altura, de Igrejas Caeiro, por colegas de curso.
Teve grande sucesso com a balada romântica Olhos Castanhos, lançada em 1961.
Em 1973 voltou a ter um grande sucesso com Guitarra Toca Baixinho.
Em 1983 lança o single "As Crianças Não Querem a Guerra".
Foi professor universitário, cargo que tinha na altura da sua morte. 
Faleceu a 31 de julho de 1988, aos 63 anos, vítima de acidente cardiovascular.
Era irmão do famoso geólogo Galopim de Carvalho, conhecido pela atuação em defesa dos vestígios (icnofósseis) de dinossauros.

## Discografia
Entre a sua discografia encontram-se: 
- O Coração Que Canta (LP)
- Francisco José e as Canções Que Ninguém Esquece (LP, Phillips, 1960)
- Sucessos de Portugal (LP, Phillips, 1961)
- Fado ‎(LP, Philips, 1977) 9298004 / 6330014
- Olhos Castanhos ‎(LP, Philips) 6330015
- Nem Às Paredes Confesso ‎(LP, Fontana) 6485005
- As Músicas Que Ninguém Esquece (LP, Fontana, 1978)
- Guitarra Toca Baixinho ‎(LP, Polydor)

### Singles & EPs
- Guitarra Toca Baixinho / Pedra Filosofal ‎(Single, Polydor, 1973) 2171061
- Eu E Tu ‎(Single, Philips, 1975) 6031 030
- Valeu A Pena / Contigo, Sim / Vielas De Alfama / Um Pedido ‎(EP, Philips) 37061 PE
- Portugal Meu Avôzinho: Deixa-me Só / Frívolo Amor / Nem Quero Pensar / Triste Sina  ‎(EP, Philips) 37073 PE
- Olhos Castanhos ‎(Single, Philips) 425600PE
- Canta Lisboa ‎(EP, Philips) 425659 PE
- Estrela Da Minha Vida / Na minha aldeia / Vida da minha vida / Regresso ‎(EP,  Philips) 425665 PE
- Soneto "Alma Minha" / Um Turista Em Portugal / Escadinhas De Lisboa / Recado A Lisboa (EP, Philips) 425671 PE
- A Figura De Francisco José ‎(Single, Philips) 425697 PE
- A Personalidade De Francisco José ‎(EP,  Philips) 425699 PE
- Minha Filha  ‎(Single, Philips) 6031 099
- Pergunta A Quem Quiseres ‎(EP, Philips) P 37062 PE
- Rancho Da Praca Onze ‎(Single, Philips) PSP 550
- Cartas de Amor / Melancolia / Adeus Mouraria / Fita Meus Olhos (EP, Rapsódia) REP 3002
- Encontro Às Dez (Ep, Rapsódia)

- As Crianças Não Querem A Guerra ‎(Single, Philips, 1981) 6031182

### 33 RPM
- Só nós dois / Vendaval (Philipps, 1970) 365262
- És Livre / Vidas Sem Rumo (Philipps, 1970) 365309 PB
- Nº1: Cartas de Amor / Ai Se Os Meus Olhos Falassem / Olhos Tristes / Kanimambo (Ep, Philips) 440601

### 78 RPM
- Olhos Castanhos / Você (78 R.P.M., Ibéria) C9117
- Olhos Castanhos / Você (78 R.P.M., 1951, Estoril)
- Desprendimento / Quatro Palavras (78 R.P.M., 1951, Estoril)
- Por Ti / O Telefone Não Tocou (78 R.P.M., 1951, Estoril)
- Canção do Relógio / Monchique (Orquestra Típica Portuguesa) (78 R.P.M., 1951, Estoril)
- Ana Paula / Boquita de Sonho (78 R.P.M., 1951, Estoril)
- Estrela da Minha Vida / Olhos Tristes (78 R.P.M, 1951, Estoril)
- Estrela da Minha Vida / Olhos Tristes (78 R.P.M, Ibéria)
- Se Eu Fora Rico / Deixa Falar o Mundo (78 R.P.M., 1951, Estoril)
- Poço de Jacob / Correio do Algarve (Orquestra Típica Portuguesa) (78 R.P.M., 1951, Estoril)
- Princesa dos Meus Desejos / Ninguém (78 R.P.M., 1951, Estoril)
- Se / Como é Bom Gostar de Alguém (78 R.P.M., 1951, Estoril)
- És Tu / Desde que Eu Fiquei Sem Ti (78 R.P.M., 1951, Estoril)
- Tu Sómente Tu / Gosto dos Teus Olhos Negros (78 R.P.M., 1951, Estoril)
- Olhos Castanhos / Canção do Mar (78 R.P.M., 1961, Phillips)

### Compilações
- A Figura De Francisco José - Sucessos De Portugal ‎(LP, Philips, 1972) 630.401 L
- Francisco José / Maria De Lurdes Resende -  Superestrelas Da Música Portuguesa ‎(LP, Reader's Digest) SRD-1023
- A Voz De Francisco José ‎(LP, Fontana, 1981)  6488 110
- Álbum de Recordações Vol.2 ‎(2xLP,  Philips, 1983) 826 222-1
- O Melhor De Francisco José - Os 14 Maiores Sucessos Romanticos ‎(LP, Elenco, 1984) 818 936-1
- Álbum De Recordações ‎(CD,  Philips, 1989) 838 146-2
- Canta As Mais Belas Canções ‎(CD,  Philips, 1998) 558 528-2
- O Melhor de 2 - Francisco José / António Mourão ‎(CD, Universal)
- A Vida Da Minha Vida ‎(CD, Universal) 9810249
- A Arte E A Música ‎(CD, Universal, 2004) 06024982079
- Recordações de Uma Vida (CD, Farol Música, 2007)

## Maiores sucessos
- 1951 - Olhos Castanhos [6][2]
- 1973 - Guitarra Toca Baixinho [6]